# Rudolf Schuster
Rudolf Schuster, född 4 januari 1934 i Košice, är en slovakisk politiker. Han var Slovakiens president 1999–2004.